# 佐々木秀司
佐々木 秀司（ささき ひでじ、1880年（明治13年）11月29日 - 1934年（昭和9年）11月14日）は、日本の内務・警察官僚、実業家。政友会系官選香川県知事。

## 経歴
福島県田村郡守山町（現・郡山市）出身。佐々木一二の二男として生まれる。第二高等学校を卒業。1907年、東京帝国大学法科大学法律学科（独法）を卒業。同年11月、文官高等試験行政科試験に合格。内務省に入省し、警視庁警部となる。
以後、警視庁警視、四谷警察署長、栃木県事務官、石川県警察部長、群馬県警察部長、新潟県警察部長、山形県内務部長、神奈川県内務部長などを歴任。
1922年6月、香川県知事に就任。政友会の政党色の強い県政を行った。1923年10月、知事を休職となる。同年11月6日、依願免本官となり退官した。
その後、実業界に転じ、安田保善社参事、共済生命保険常務、安田生命保険 (株) 常務を務めた。

## 著作等
- 鳩山一郎共著『警務練習新書』警察学会、1908年。
- 他編『栃木県会沿革史』栃木県、1911年。